# Sais
Sais (egipčansko Zau, arabsko صا الحجر, Sa Alhujr‎, starogrško starogrško Σάϊς, Sáïs, koptsko ⲥⲁⲓ) ali Sa El Hagar je bilo staroegičansko mesto ob Kanopskem rokavu Nila v zahodni Nilovi delti. Sais je bil upravno središe Sap-Meha, petega noma Spodnjega Egipta. V obdobju  Štiriindvajsete dinastije (okoli 732-720 pr. n. št.) je postal sedež njene oblasti. V obdobju Šestindvajsete dinastije v Poznem obdobju se je preimenoval v Saite.

## Opis
Herodot je zapisal, da je Sais tam, kjer je Ozirisov grob, in da se njegovo trpljenje skrivnostno prikazuje ponoči na bližnjem jezeru.
Zaščitnica mesta je bila boginja Neit, katere kult je dokazan že v Prvi dinastiji okoli leta 3100-3050 pr. n. št. Grki, med njimi Herodot, Platon in Diodor Sicilski, so v Neit istovetili z Ateno in jo zato povezali z Atenami. Diodor trdi, da so Sais zgradili Atenci pred vesoljnim potopom. Grška mesta, vključno z Atenami, so bila med to kataklizmo uničena, Sais in druga egipčanska mesta pa so preživela.
V Platonovem Timaju in Kritiasu (okoli 395 pr. n. št., 200 let po obisku grškega zakonodajalca Solona Egiptu leta 590 pr. n. št.) je Sais mesto, v katerem je Solon od egipčanskih svečenikov slišal zgodbo o Atlantidi, njenem vojaškem napadu na Grčijo in Egipt in njenem končnem porazu in uničenju v maščevanju bogov za storjene zločine. Platon omenja tudi to, da je bil Sais rojstno mesto faraona Amasisa II.
Plurtarh pravi, da je bil v Ateninem templju (Ateno enači z Izido) v Saisu napis »Jaz sem vse, kar je kdaj bilo, kar je in kar bo, zato moje tančicene sme dvigniti noben smrtnik«.
Hector Berlioz v tretjem delu L'Enfance du Christ (Kristusovo otroštvo) piše, da je mladi Kristus po begu njegovih staršev pred Herodom Velikim in njegovim pokolom moških potomcev do desetega leta živel v Saisu. 
Iz obdobja pred poznim Novim kraljestvom (okoli 1100 pr. n št.) ni ohranjena skoraj nobena sled Saisa. Glavni vzrok za njegovo uničenje so kmetje, ki so zidake iz blata porabili za naravno gnojilo (sebakh). Na svojem mestu je ostalo samo nekaj reliefnih blokov.

## Medicinska šola
Tempelj v Saisu je imel svojo medicinsko šolo. Podobne šole so imeli tudi drugi templji. Medicinska šola v Saisu je imela veliko študentk in očitno tudi oddelek za ženske bolezni, predvsem za ginekologijo in porodništvo. Ohranjen napis iz tega obdobja pravi: »Prišla sem iz medicinske šole v Heliopolisu in študirala sem na ženski šoli v Saisu, kjer so me božanske matere naučile, kako zdraviti bolezni«.